# Antonio González Rodríguez
Antonio González Rodríguez, más conocido como Toni González, (Albacete, 7 de enero de 1982) es un exfutbolista español que jugada de centrocampista. Su último equipo fue el Kalloni FC.
Llegó a disputar la Primera División de España y la Copa de la UEFA con el R. C. D. Mallorca en la temporada 2003-04.

## Carrera deportiva
Toni González comenzó su carrera deportiva en el Mallorca B de la Segunda División B en 2001. En el filial mallorquinista permaneció dos años, dando el salto al primer equipo en 2003.
En la temporada 2003-04 debuta en la Primera División, así como en la Copa de la UEFA, donde el conjunto mallorquinista alcanzó los octavos de final. Toni disputó dos encuentros, frente al APOEL de Nicosia y el Spartak de Moscú.
En la segunda parte de la temporada 2003-04 se marchó cedido al Ciudad de Murcia, club de la Segunda División. Durante la temporada 2004-05 se mantuvo cedido en el Ciudad de Murcia.
En la temporada 2005-06, el Mallorca volvió a ceder al jugador, en esta ocasión al Real Oviedo.
En 2006 ficha por el PAOK Salónica, iniciando así un periplo por el fútbol griego que continuó hasta su retirada. En el PAOK jugó dos temporadas, hasta 2008, cuando fichó por el Ionikos de Nicea, dejándolo posteriormente por el Doxa Drama, el Athlitiki Enosi Larissas y el Kalloni FC, donde finalmente se retiró.

## Clubes
| Club                      | País   | Año         |
| ------------------------- | ------ | ----------- |
| Mallorca B                | España | 2001 - 2003 |
| Mallorca                  | España | 2003 - 2006 |
| Ciudad de Murcia (cedido) | España | 2004        |
| Ciudad de Murcia (cedido) | España | 2004 - 2005 |
| Real Oviedo (cedido)      | España | 2005 - 2006 |
| PAOK Salónica             | Grecia | 2006 - 2008 |
| Ionikos de Nicea          | Grecia | 2008 - 2009 |
| Doxa Drama                | Grecia | 2009 - 2011 |
| Athlitiki Enosi Larissas  | Grecia | 2011 - 2012 |
| Kalloni FC                | Grecia | 2012 - 2013 |